# 許潤秀
許 潤秀（ホ・ユンス、朝鮮語: 허윤수、1909年2月16日 - 1981年7月12日）は、大韓民国の政治家。第7代馬山市長、第4代韓国国会議員を歴任した。

## 経歴
慶尚南道咸陽郡出身。晋州公立農業学校（現・慶南科学技術大学校）卒。東萊郡内務課長、慶尚南道糧政課長・会計課長・農地課長・社会課長、第7代馬山市長（1951年10月5日〜1952年5月4日）、農林部経理課長・管理課長、民主党馬山市党委員長・中央常務委員・政策委員を歴任した。1958年の第4代総選挙では民主党の候補として馬山市選挙区から当選したが、国会議員在任中に民主党を離れて自由党に移籍した。
1981年7月12日、ソウル市鐘路区の自宅で老衰により死去。享年73。